# Centre hospitalier universitaire de Bordeaux
Le centre hospitalier universitaire de Bordeaux se place en 2018 au second rang des CHU français en termes d’activité. D'une capacité totale de 3 070 lits et places, il constitue le principal complexe hospitalier de l'agglomération bordelaise et de la région Nouvelle-Aquitaine. Employant un total de 14 049 personnes, le CHU de Bordeaux demeure le premier employeur de la région. Son budget annuel de fonctionnement s'élève à près d'un milliard d'euros.

## Description
Le CHU de Bordeaux est l'un des sites français de référence concernant les prises en charge spécialisées de haute technicité telles que les transplantations d'organes, traitement des grands brûlés ou la chirurgie cardiaque. Il est le siège du groupement interrégional de recherche clinique et d'innovation Sud-Ouest Outre-Mer (GIRCI SOOM), qui associe les CHU de Bordeaux, Toulouse, Limoges, Pointe-à-Pitre, Martinique  et La Réunion ainsi que les centres régionaux de lutte contre le cancer, l'Institut Bergonié à Bordeaux et l'Institut Claudius-Regaud à Toulouse. 
Le CHU de Bordeaux est aussi acteur d'une coopération internationale avec des hôpitaux d'Espagne, du Québec, d'Arabie saoudite ou encore de Côte d'Ivoire.
En 2016, le magazine Le Point lui attribue la première place nationale dans son classement des établissements hospitaliers.

## Établissements
Le CHU est formé de trois structures hospitalières réparties au sein de Bordeaux Métropole :  
- Groupe hospitalier Pellegrin :
  - Tripode (à Bordeaux)
  - Hôpital des Enfants (à Bordeaux)
  - Centre Aliénor d'Aquitaine (maternité) (à Bordeaux)
  - Centre François-Xavier-Michelet (à Bordeaux)
  - USN Tastet Girard
  - IMS Pellegrin
- Groupe hospitalier Sud :
  - Hôpital cardiologique Haut-Lévêque (à Pessac)
  - Centre médico-chirurgical Magellan  (à Pessac)
  - Hôpital Xavier-Arnozan (à Pessac)
  - LIRYC (IHU)
  - EHPAD Les Jardins de l'Alouette (à Pessac)
  - EHPAD Lormont
  - IMS Xavier-Arnozan (à Pessac)
  - CFPPS (Centre de Formation Permanente des Personnels de santé)

- Groupe hospitalier Saint-André :
  - Hôpital Saint-André (à Bordeaux)
  - Centre Jean-Abadie

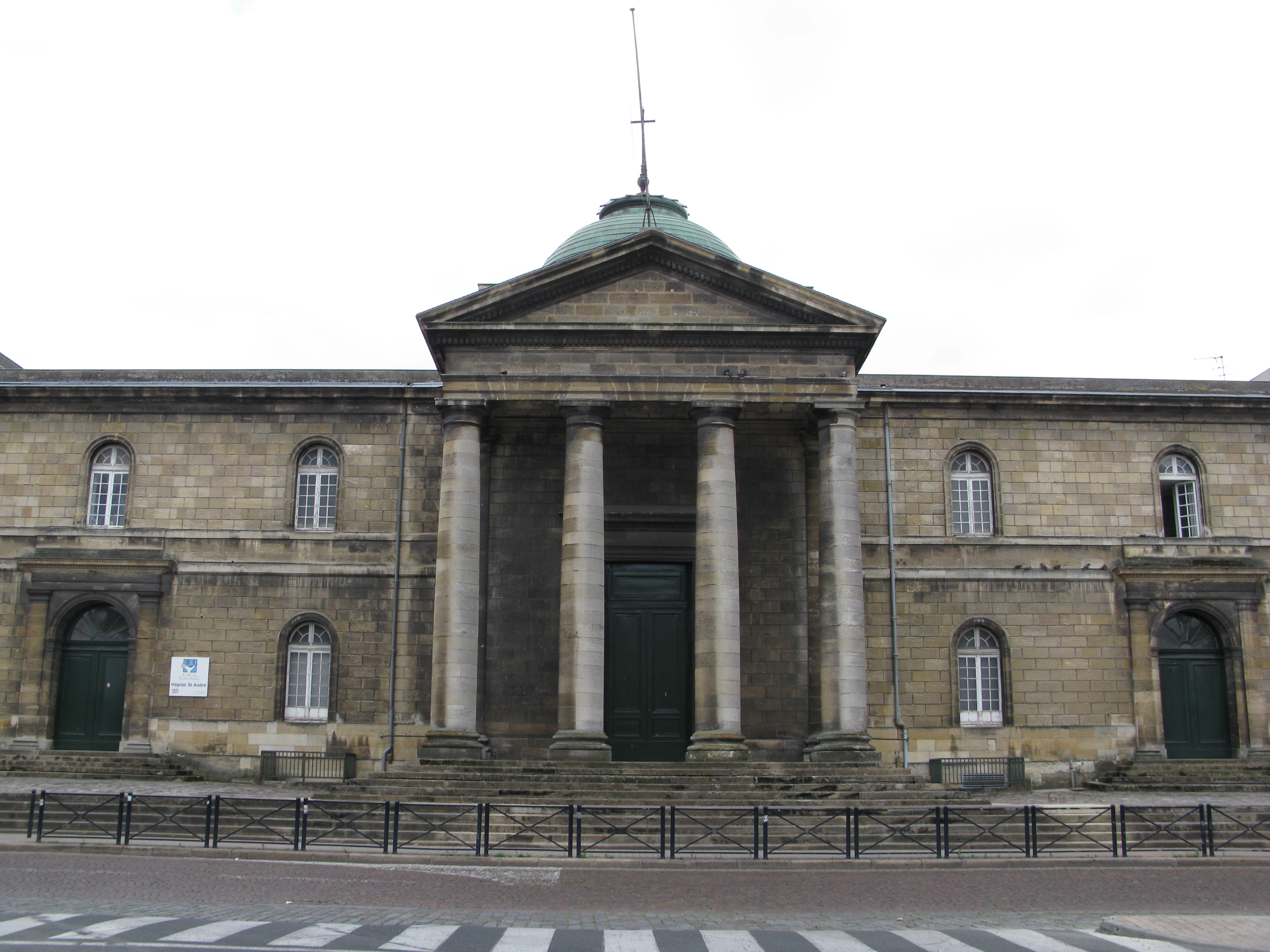
L'hôpital Saint-André

Près du groupe hospitalier Pellegrin se trouve le centre hospitalier spécialisé Charles-Perrens mais ne fait pas partie du CHU de Bordeaux.

## Formation

### Faculté de médecine et de pharmacie
UFRs des sciences médicales, pharmaceutiques et odontologiques.
Les sites hospitaliers du CHU de Bordeaux participent à la formation médicale, chirurgicale, pharmaceutique et odontologique de la région ainsi qu’à la recherche fondamentale en liaison avec les unités INSERM et CNRS.
Le pôle formation du CHU de Bordeaux comprend une école de sages-femmes lié à l'université de Bordeaux. Il est constitué de 14 instituts de formation.

## Identité visuelle

Ancien logo.
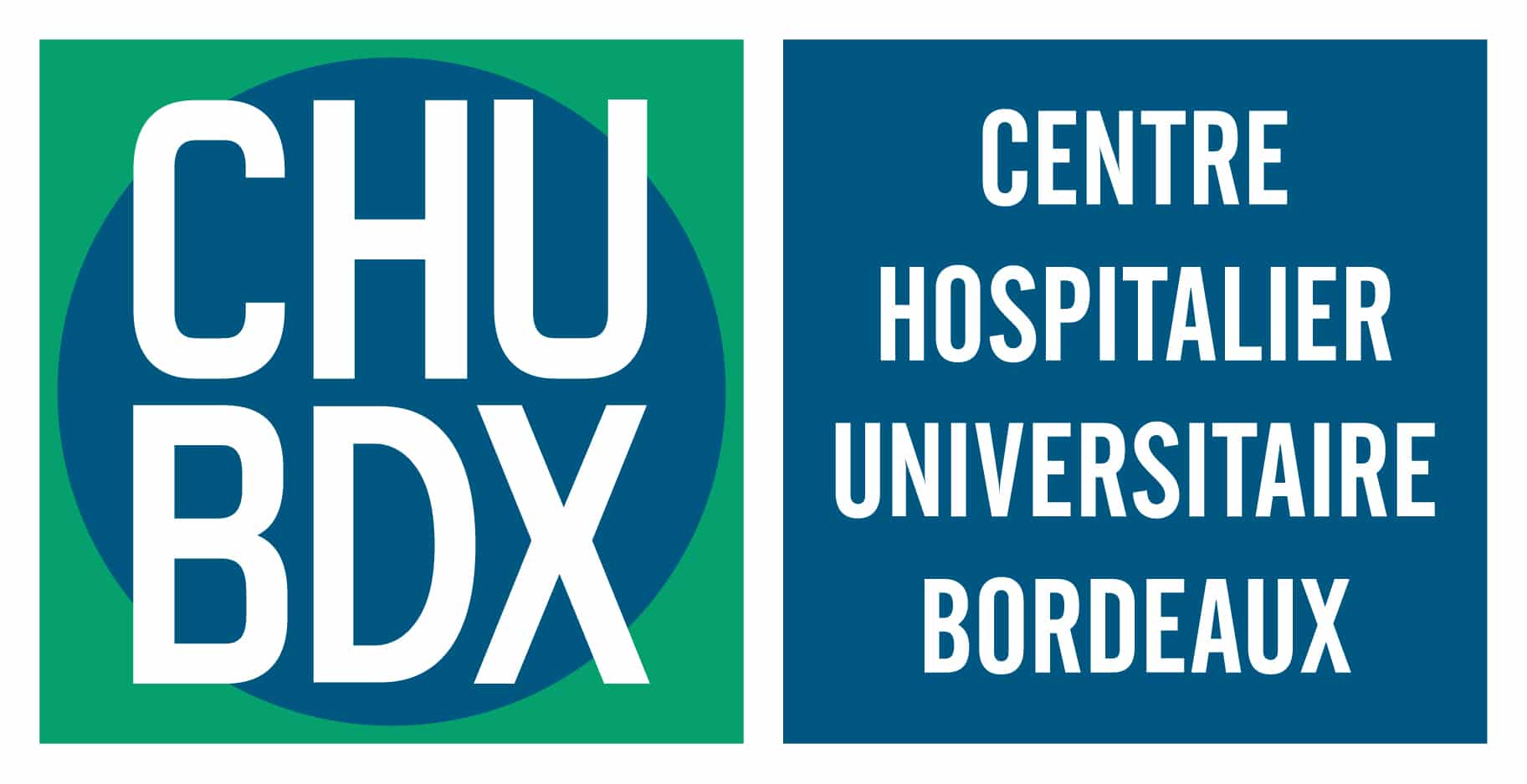
Logo actuel.